# Clásica de San Sebastián 1994
La 14º edición de la Clásica de San Sebastián se disputó el 6 de agosto de 1994, por un circuito por Guipúzcoa con inicio y final en San Sebastián, sobre un trazado de 238 kilómetros. La prueba perteneció a la Copa del Mundo
El ganador de la carrera fue el francés Armand de Las Cuevas (Castorama), que se impuso en solitario en la llegada a San Sebastián. El estadounidense Lance Armstrong (Motorola) y el italiano Stefano Della Santa (Mapei-CLAS) fueron segundo y tercero respectivamente.

## Clasificación final
| Posición | Ciclista             | Equipo            | Tiempo   |
| -------- | -------------------- | ----------------- | -------- |
| 1        | Armand de Las Cuevas | Castorama         | 5h24'44" |
| 2        | Lance Armstrong      | Motorola          | a 1'56"  |
| 3        | Stefano Della Santa  | Mapei-CLAS        | a 1'57"  |
| 4        | Vladímir Pulnikov    | Carrera           | a 2'03"  |
| 5        | Andrei Tchmil        | Lotto-Caloi       | a 2'09"  |
| 6        | Gianluca Bortolami   | Mapei-CLAS        | s.t.     |
| 7        | Pello Ruiz Cabestany | Euskaltel-Euskadi | s.t.     |
| 8        | José Ramón Uriarte   | Banesto           | s.t.     |
| 9        | Ángel Edo            | Kelme             | s.t.     |
| 10       | Gianni Bugno         | Polti             | s.t.     |